# Samuel Hinga Norman
Samuel Hinga Norman (1 de janeiro de 1940 - 22 de fevereiro de 2007) foi um político serra-leonês da tribo mende. 
Ingressou no Exército de Serra Leoa em 1959 e serviu até 1972, ascendendo ao posto de capitão. Entrando na política, Hinga Norman tornou-se Vice-Ministro da Defesa, servindo de 20 de abril de 1998 a 21 de maio de 2002. Em seguida, atuou como Ministro do Interior de 21 de maio de 2002 a 10 de março de 2004. Também foi fundador e líder das Forças de Defesa Civil durante a Guerra Civil de Serra Leoa e convocou os grupos tradicionais chamados Kamajors para constituir a milícia. Os Kamajors apoiaram o governo de Ahmad Tejan Kabbah contra a Frente Revolucionária Unida (RUF), liderada por Foday Sankoh.
Em 7 de Março de 2003, Hinga Norman foi indiciado pelo Tribunal Especial para a Serra Leoa por crimes de guerra e crimes contra a humanidade. Ele morreu em 22 de fevereiro de 2007 em Dakar, Senegal, enquanto se submetia a tratamento médico, falecendo antes do veredicto ser anunciado.